# 弁護士ソドム
『弁護士ソドム』（べんごしソドム）は、2023年4月28日から6月16日まで、テレビ東京系「ドラマ8」枠で放送されたテレビドラマ。主演は福士蒼汰。
騙された弱者ではなく騙した側の詐欺加害者に味方する、法曹界から「ソドム」と呼ばれる弁護士が、なぜ詐欺加害者専門の弁護士となったかの真の目的に迫るリーガルサスペンス。
これまで同局の「金曜8時のドラマ」として放送していた枠をリニューアルし、「ドラマ8」として制作されるテレビドラマの第1弾。
「ソドム」とは旧約聖書に登場する街の名前で、「退廃」や「悪徳」の象徴とされる言葉。

## あらすじ
SOGA法律事務所の弁護士、小田切渉は、高校生の時に人権派弁護士だった母・翔子を亡くし、父・宏も行方不明となった過去を持つ。母の死は自殺と警察に処理されたが、遺品整理中に発見された赤い手帳から、母が何らかの事件を追い殺害された可能性が浮上する。親代わりの弁護士・曽我一馬に支えられ、弁護士資格を取得した渉は詐欺師の弁護に専念し、「ソドム」と呼ばれるようになるが、その目的は詐欺師の世界に接近し、母の死の真相に関わる詐欺師のフィクサー・牧師を追跡することであった。渉は仲間の八雲カイ、三木天音、SOGA法律事務所の一員となった弁護士・若松まどかたちと詐欺被害者を救済しつつ、牧師を探し出し、追い詰めていく。

## キャスト

### 主要人物
小田切渉（おだぎり わたる）
演 - 福士蒼汰（幼少期：志水透哉）
「SOGA法律事務所」に所属する詐欺加害者専門の弁護士。
両親を破滅させた詐欺師界のフィクサー「牧師」に近づくため詐欺師たちを弁護し、その裏で詐欺被害者の救済に「地獄の炎で焼き尽くす」と詐欺師たちを罠に嵌め、報復する。
若松まどか
演 - 玄理（幼少期：吉田萌果）
「篠崎誠法律事務所」の渉と敵対する正義感の強い人権派の「マチ弁」。
津田山賢に詐欺被害に遭った祖母を救済した渉の母・翔子に憧れ弁護士を志した。
正義感が強すぎるあまり、自分の手に負えない案件に手を出してしまう事が多々ある。
篠崎が事務所を閉じ、彼の紹介で「SOGA法律事務所」に移籍し、渉とコンビを組む。
八雲カイ〈26〉
演 - 加藤清史郎（幼少期：平野絢規）
渉の幼馴染。天才ハッカー。渉の両親の仇探しと、詐欺被害者の救済に協力する。
幼いころ、渉にいじめから守ってもらい、8年前、18歳の時に脅されて機密情報をハッキングした事件で渉の弁護で救済されている。
コミュ障気味で、面識のない人と対面して話が出来ず、スマホのチャット機能で会話する。味付けのりが好物。
三木天音
演 - 山下美月
渉の仲間。変装が得意な元結婚詐欺師。家族の愛に飢え結婚詐欺を働いていると言い当てられ、同情してくれた渉の仲間になる。
詐欺師に接近し渉に弁護させるよう誘導し、渉の詐欺被害者の救済に協力する。
勝ち気な性格で、自らを渉の一番の相棒だと信じて疑わず、事あるごとにカイと張り合い、渉に宥められている。
久保寺治
演 - 佐藤龍我（美 少年 / ジャニーズJr.）（第2話 - ）
大学生。家族思いだが、長野に住む父が病に倒れ仕送りが途絶えたため、闇バイトに手を染めてしまう。
しかし渉に救済されたことで自らの行いを反省し、渉の詐欺被害者の救済に協力するようになる。
曽我一馬
演 - 光石研
「SOGA法律事務所」の所長。友人だった翔子と宏の息子である渉を親代わりとして見守り続ける彼の恩人。
まどかから1か月限定の条件で了承を得て、渉とコンビを組ませる。
渉が「牧師」に近づくため、詐欺加害者専門に弁護していたことを認識しており、津田山賢の死を契機に、自分の興味のある案件を引き受けることを促す。
事務所を独立したばかりのころ、黒い噂のある人物から事務所を乗っ取られそうになったのを五条に助けられた恩義があり、翔子に五条を詐欺師として追及するのを止めるよう交渉している。その際に五条のことを調べた情報が収められたUSBメモリを翔子から奪い取ろうとして、彼女を高層階にある弁護士事務所から突き落としてしまった。

### 周辺人物
小田切翔子
演 - 高岡早紀
渉の母。人権派弁護士。「一緒に頑張りましょう、私がついていますから」が口癖。旧姓：守谷。
渉が高校生のころ、彼の誕生日に夫の横領の責任を取るとの遺書を残し、弁護士事務所から飛び降り亡くなる。
「脅迫状が届いた」「黒幕」「牧師」とメモされ、詐欺師の名前が列挙された手帳を残していた。
曽我に弁護士事務所から突き落とされてしまった直後に駆け付けた夫の宏に、牧師の情報を収めたUSBメモリを亡くなる前に渡していた。
小田切宏
演 - 勝村政信
渉の父。会社の金を横領したとされ、懲戒免職されて現在まで行方不明。
架空の慈善団体の資金で入院している病院を探し当てるが、記憶喪失で渉のことも14年前のことも覚えていない状態であった。
青柳が警察関係者から入手した情報として、14年前、翔子の弁護士事務所からUSBメモリを持ち出していたことが判明する。実際は、翔子が事務所から突き落とされた直後に駆け付け、直接USBメモリを受け取っていた。
事務所の窓から覗く曽我の姿を見掛けていたが、五条の追手から逃げる際にUSBメモリを託した後で交通事故にあって記憶を一時的に失っていた。
青柳孝介
演 - 古川雄輝
大手新聞社「新朝新聞」の記者。まどかの大学時代の同級生で元恋人。
自分自身の正義を貫き、渉の過去を調べ、彼のゴシップを週刊誌へリークする。
ニューヨーク支社への3年間の転勤が決まり、まどかに同行を求めるが断られる。
篠崎誠
演 - でんでん
小さな町の弁護士事務所「篠崎誠法律事務所」の代表。
事務所を閉じ、元同僚の曽我にまどかを紹介し、「SOGA法律事務所」に移籍させる。
その後、地方都市に転居し営んでいた法律事務所で、牧師への復讐のために法に抵触する手段を取ったことを自首し、弁護士資格を停止された渉を助手にする。
五条紀明 / 牧師
演 - 竹中直人（第5話 - 最終話）
大手企業「五条グループ」の代表。まどかにグループの顧問弁護士を依頼する。
左前腕に大きな傷を負っており、まどかが幼少のころに祖母の詐欺被害の裁判で同じ傷を目撃した詐欺師の津田山賢と判明する。
その正体は詐欺師の世界を牛耳るフィクサーであり、渉の策略に嵌められた詐欺師たちに「汝、悔い改めよ」と電話をかけ、見限る。
経営する老人ホームの入所希望者の情報を基に、詐欺のターゲットとなりうる入所希望者の親族の情報を入手して、息のかかった詐欺師たちに詐欺の仕事を斡旋していた。
渉に牧師である証拠を掴まれたため国外逃亡を図ろうとするが、命をかけた渉にそれを阻止され、ヘリポートで警察に逮捕される。

### その他
パラリーガル
演 - 浅野琳、山中雄輔
「SOGA法律事務所」のパラリーガル。
傍聴マニア
演 - 呑山仁奈子、ちゅうサン

### ゲスト

#### 第1話
水元沙耶
演 - 秋元才加
マッチングアプリで結婚詐欺に遭った女性。交際相手の大森に結婚資金として貯めていた300万円を渡すと持ち逃げされ、まどかに弁護を依頼する。
裁判で渉に言葉巧みに追い詰められ、最終的には大森と交際していたのはただの妄想だったのではないかと主張されると、傷ついて訴えを退けてしまう。
大森琢磨
演 - おばたのお兄さん
沙耶の交際相手。会社の取引失敗で生じた損害を暗号資産に投資して取り返すと沙耶に金を無心し、彼女から300万円を借りると姿を眩ます。
天音に推薦された渉に沙耶からの結婚詐欺の訴えの弁護を依頼し、訴えを退ける。
水元啓太郎
演 - 前田吟
沙耶の祖父。リフォーム詐欺の被害者。1ヶ月前に飛込み訪問に現れた上野原に家が倒壊すると診断され、工事費を半額にすると言われたので契約書にサインして500万円支払うが、詐欺に遭ったと認めようとしない。
水元亮介
演 - 久ヶ沢徹
沙耶の父。上野原の工事内容を知り合いのリフォーム会社に調べてもらい、30万円で済む内容だったことから、500万円は払い過ぎで詐欺に遭っていると父と口論となる。
上野原豊
演 - 池田成志（第2話回想）
「住豊リフォーム」の社長。啓太郎からリフォーム詐欺で500万円をだましとると会社を倒産させ、渉に弁護を依頼し啓太郎の訴えを退ける。
仲間の大森に結婚詐欺でだます交際相手の親族に金を持って騙しやすそうな人物がいないか物色させ、適当な相手がいると詐欺を働いていた。
翔子の手帳に記されていた詐欺師で、渉が仕掛けた架空の不動産物件に現金1億円を支払い、沙耶や啓太郎からだまし取った金を奪い返されると、詐欺師の世界を牛耳る「牧師」に見限られ、渉に彼の存在を打ち明ける。
菊池千佳、平岡正雄
演 - 弘中麻紀、福本伸一
リフォーム詐欺に遭い、上野原の会社を集団訴訟を起こす準備を進める。全員がリフォーム詐欺に遭う前に、親族が結婚詐欺に遭っていた共通項が浮かび上がる。
交通整備員
演 - いしいはじめ
自動車を路上駐車している八雲に自動車を移動させるように促す。
横手八重子、横手栄一郎、横手結衣
演 - 木村八重子、五頭岳夫、こもりやさくら
夫と孫娘との3人で西浜区の豪邸に暮らす。家族旅行で不在時に天音が八重子に変装し、上野原に住宅を1億円で買わせる罠に嵌める。
梶原雄二
演 - 大高洋夫（第2話・第3話）
マルチ商法の詐欺師。渉の弁護で詐欺被害者の訴えを退ける。
翔子の手帳に記されていた詐欺師で、首謀者であった特殊詐欺組織から逮捕された久保寺治の弁護を渉に依頼するが、渉の策略で特殊詐欺のアジトを盗撮され、メンバーの素性をSNSで晒され報復を受ける。
千代
演 - 大方斐紗子
独居老人。セールスマンとの意図しない購入契約を篠崎にクーリングオフで無効にしてもらい、報酬はかぼちゃの煮つけでよいと言われる。
少女
演 - 磯村アメリ
黄色いゴム風船を飛ばし木の枝にひっかけてしまい、渉にはスーツが汚れるとの理由で無視されるが、まどかに風船を取り戻してもらう。
生田
演 - 小久保寿人
事務官。袖の下に、こどもの誕生日プレゼントを渉から渡される。
坂本
演 - 花ヶ前浩一
裁判官。もうすぐ定年して利用価値が無くなるため、渉に相手にされなくなる。
佐々木太一
演 - 小山かつひろ
水元沙耶原告の結婚詐欺裁判の裁判官。
刑事
演 - 森本のぶ
渉に父の宏は会社のカネを横領した疑いがあることと、母の翔子は自殺で事件性はないと伝える。
裁判官
演 - 中澤健造
神奈川地方裁判所の裁判官。水元啓太郎原告のリフォーム詐欺裁判の請求を棄却する判決を言い渡す。

#### 第2話
木崎和夫
演 - 久保田かずのぶ（とろサーモン）
特殊詐欺組織のリクルーター。バイトを探していた久保寺を家族の個人情報をネタに脅し、彼を特殊詐欺の受け子に従事させる。
金髪の大学生・松本まりあに変装した天音に、詐欺に使用していたパソコンのパスワードを盗み出される。
アジトに潜入した天音に特殊詐欺の様子を盗撮され、SNSで拡散される。
久保寺亜美〈19〉
演 - 岬あかり
久保寺の妹。兄と二人暮らし。美容師の国家試験を控える。
小田切家の隣人
演 - 菊地由希子
渉の素性を探るまどかに、最近実家には人の出入りはないと答える。
検事
演 - 松尾英太郎
久保寺の特殊詐欺裁判の検事。高齢女性の米田とよからキャッシュカードをだまし取り、暗証番号を聞き出してATMから200万円を引き出し、オンラインカジノで全額使い果たしたと追及する。
木崎の部下
演 - 宮下雄也
受け子の久保寺がATMから引き出した米田とよの200万円を全額回収する。
特殊詐欺に使用していたパソコンから情報を盗み出そうとしてた天音を怪しむが、色仕掛けで誤魔化される。

#### 第3話
栗原浩二
演 - 片桐仁
都内でガン治療専門の「栗原クリニック」を経営する医師。認可前の最先端の治療を売り文句に患者に月10万円と高額な治療費を課すが、実情は抗がん剤を禁止し、断食とサプリのみで免疫力を強化すると謳い、効果のない治療をする医療詐欺を働く。渉の弁護により、宇野江梨花からの医療詐欺の訴訟を退けるが、梶原雄二が「牧師」に通じる詐欺師として渉に紹介したことから、看護師に変装した天音におだてられ、投与していたサプリが癌治療に効果がなく患者から治療費をだまし取っているとばらす様子をSNSに拡散され、警視庁の捜査二課に逮捕される。
逮捕前、渉に牧師が10年前以上前から病院に入院している男を匿っていると明かす。
宇野剛士
演 - おかやまはじめ
江梨花の父。医療詐欺の被害者。癌を患い、栗原のクリニックに通い300万円も費やすが、容態を悪化させ別の病院に入院する。
どの病院に行っても手遅れと言われた中、栗原だけは癌を直すと治療に取り組んでくれたことから、出されたサプリが通販で手に入る何の変哲もないものと知りつつ治療を受けていると、変装して接触してきたまどかに明かす。
宇野江梨花
演 - 内藤理沙
剛士の娘。父の癌が回復する様子が見られないため、治療する栗原を詐欺で訴える準備を進める。事を大きくしたくない栗原から示談金を提示されるが、彼の悪評を世間に広めることが目的のため、それを拒む。しかし、父が騙されたと知りつつ栗原の治療を受けていると渉から明かされた上、本当に裁判を起こすのかと告げられると、示談金で手を打つ道を選ぶ。
衛藤賢一
演 - かみちぃ（ジェラードン）
「衛藤法律事務所」の弁護士。江梨花の代理人弁護士。「栗原クリニック」は詐欺クリニックとして有名と告げる。
看護師
演 - 堺優
「栗原クリニック」の看護師。天音に撮影されたSNSの動画を見た患者たちがクリニックに訴訟を起こすと、栗原に伝える。
刑事
演 - 蔵原健
神奈川県警捜査二課の刑事。自らサプリは癌治療に効果がなく、治療費を患者から騙し取っていると栗原が明かす動画がSNSで拡散されたことから、彼を詐欺の容疑で逮捕する。

#### 第4話
井手口法子
演 - 石野真子
教育コンサルタント。しかし裏の顔は裏口入学詐欺を働く詐欺師。渉に弁護され、詐欺被害者の開業医・岩瀬幸作からの裏口入学詐欺の訴えを退ける。
しかしその後、経営コンサルタントとして立桜館大学の金を横領していたと渉に仕立て上げられ、検察に検挙される。
横山英之
演 - 安井順平
企業専門詐欺師。翔子の手帳に記されていた詐欺師で、二浪中の息子を立桜館大学へ2000万円で編入させる裏口入学を渉から持ち掛けられ、その見返りに14年前、「牧師」の指示でCOMシステムズに務めていた渉の父・宏が会社の金を横領したように偽装する工作を働いた秘密を明かす。しかし、裏口入学は天音が扮した大学創設者の玄孫・阿諏訪正子による偽装であったことから、息子が裏口入学することなく、2000万円を騙し取られる。
岩瀬幸作
演 - 長谷川朝晴
裏口入学詐欺の被害者。開業医。息子・望の明恒医大への裏口入学に準備した現金1000万円を井手口法子にだまし取られたと訴えるが、渉が井手口を弁護し、棄却される。
その裏では天音と久保寺が扮する親子が井手口の裏口入学詐欺にだまされたと泣きつき、井手口を詐欺で提訴して欲しいと焚きつける誘導工作があり、横山を騙して手に入れた裏口入学の2000万円が、井手口に騙し取られた1000万円と、今回の作戦で利用したことに対する穴埋めの1000万円の内訳で、渉により入金される。
岩瀬望
演 - 武下裕輝
幸作の息子。明恒医大への進学を希望する。
持田徹
演 - 永野宗典
立桜館大学の職員。大学の金を横領していることを渉に突き止められ、見逃してもらうことを条件に井手口を嵌める作戦に協力させられ、井手口が横領していたように書類を改ざんする。
週刊新風の編集部員
演 - 穂永隆介
青柳からの情報提供で、渉が立桜館大学の持田を脅迫していた記事をネット記事にあげる。
槙野太一
演 - 朝香賢徹
岩瀬幸作原告の裏口入学詐欺裁判の岩瀬幸作側の代理人弁護士。
裁判長
演 - 内藤聖羽
岩瀬幸作原告の裏口入学詐欺裁判の裁判長。
職員
演 - 蜂谷眞未
立桜館大学入試課の職員。息子の名前が合格名簿にあるはずだと食い下がる横山英之をあしらう。
アナウンサー
演 - 松島くるみ
立桜館大学での横領疑惑で神奈川県警が家宅捜索に入ったニュースを現場から伝える。
捜査員
演 - 板井剛貴
立桜館大学横領事件の件で井手口法子を任意同行する。

#### 第5話
美作あかり
演 - 真飛聖（第4話）
化粧品会社「あかりビューティ」の経営者。「自分の力でキレイになる!」を合言葉にセミナーで自社化粧品を販売する美のカリスマ。14年前、ホステス時代に渉の父・宏から預かった「ある物」を引き渡すことを交換条件に、渉に出資金詐欺の裁判で勝訴するよう持ち掛け、勝訴するが、約束していた「ある物」はないと言葉を翻す。
白百合研究所の研究員・塚本理香子に扮した天音から、美肌効果があると信じ込まされた何の変哲もないクリームの買い取りに支払った1億円を騙し取られ、その過程で美容整形に頼っていることを開き直って発言をする映像と、整形前の高校生のころの写真をセミナーの参加女性たちに暴露され、会社が倒産する。
実際は14年前、宏からUSBメモリを渡されており、後日渉にそのUSBメモリを渡す。
陣之内秀樹
演 - キンタカオ
「あかりビューティ」への出資者。年利10%の配当を条件に、あかりの化粧品事業への出資を持ち掛けられ1千万円を出資するが、配当が支払われないため出資金詐欺で彼女を提訴する。
資産家でありながらわざわざ「あかりビューティ」に出資したのは、美作あかりに下心があったからではないかと渉に指摘され、他の女性と高級ホテルで不貞行為に及んでいる写真を提出すると脅される。裁判には敗れたものの、後日、渉があかりから騙し取った1億円から出資した1千万円が返済される。
沼袋亮太
演 - 永岡佑
出資金詐欺裁判で陣之内が雇った代理人弁護士。
小暮真帆
演 - 糸瀬七葉
美作あかりの元ファン。出資金詐欺裁判で沼袋が連れてきた証言者。
あかりのセミナーに参加し、購入した美容液を使用すると肌が赤くなり熱を持ったため、セミナーであかりに相談すると好転反応だと言われたので美容液を使い続けたが、ただれてケロイド状になる被害を被る。それでも謝罪されることなく、あかりかは出資金を集め続けていたことから、彼女は顧客に対して不誠実で、配当を支払うという言葉に信憑性がないと沼袋に論じられる。裁判には敗れたものの、後日、渉があかりから騙し取った1億円から謝罪金が渡されている。
暴漢
演 - 比佐仁
青柳の書いた渉の悪徳弁護士の記事を読み、義憤から渉をナイフで襲うが、渉を守ろうとしたまどかに突き飛ばされると、まどかの頭部を傘で殴り負傷させ逃亡する。
その後、カイがネットから収集した防犯カメラの映像から所在を突き止められ、天音と久保寺に暴行事件で訴え、素性をネットで拡散すると脅される。
鶴崎康二
演 - 徳井優
「鶴崎美容整形クリニック」の美容整形外科医。脱税している件で渉たちに脅され、クライアントのあかりを睡眠薬で眠らせている間に肌にヒアルロン酸注射の施術を行い、その効果を天音が扮する研究者・塚本が開発したクリームを塗った効果ということにする。
津田山賢（偽物）
演 - 三浦マイルド（第6話）
翔子が残したUSBメモリに「牧師」の正体として名前が書かれていた男。健康保険の使用履歴から所在を突き止められるが、自宅アパートに渉たちが侵入すると遺体として発見される。
睡眠薬の過剰摂取で亡くなっており、警察は自殺で処理したが、他殺の可能性もあると、渉は青柳から情報提供を受け、別件で渉たちが彼が戸籍上の津田山とは別人と突き止めたことから、本物の「牧師」により身代わりとして殺害された犠牲者であると判明する。
司会者
演 - 松条華
「あかりビューティ」の主催するセミナーの司会者。
セミナーの参加女性
演 - 永山愛、稲崎朱
「あかりビューティ」の主催するセミナーの参加女性。

#### 第6話
照屋すみ子
演 - 松金よね子
「エメラルドライフ」の入居者。知らぬ間に多数の養子縁組を組まされ、ネームロンダリングした見ず知らずの人間の借金の連帯保証人にされる。
照屋健太郎
演 - マツモトクラブ
すみ子の息子。借金の督促状が届くようになり、不審に思い調べると、母が知らぬ間に多数の養子縁組を組んでいたことを知る。
海老名由佳
演 - 田中真琴
世良紗理奈の行方を追い、渉たちに発見された女性。両親を幼いころに交通事故で亡くし、唯一の身内の弟が重篤な病気の治療のため闇金に手を出してしまうが、1年前、戸籍ブローカーから世良紗理奈の戸籍を100万円で買い取り、彼女になりすまし闇金からの2千万円の借金の取り立てから逃れていた。しかし、借金返済に仕出し弁当屋の配送業務で働くため、免許の取得に世良紗理奈の戸籍を使用していたことから、裁判で裁かれることになり、渉とまどかの弁護を受け、情状酌量で罪を免れる。弁護を受けたことで、渉に戸籍ブローカーの所在を教える。
世良紗理奈〈36〉
演 - 増田有華
訪問ヘルパー。照屋すみ子は介護付き有料老人ホーム「エメラルドライフ」に入居前、週二回、彼女のサポートを受けていた。
ある日、「エメラルドライフ」の入居手続きに必要と、すみ子から印鑑を借り、ネームロンダリングで、すみ子に無断で養子縁組を仕組み、手数料を稼ぐ。
自分自身も警察の追手を逃れるため、他人の戸籍で何度も名前を変えて所在をくらましていたが、渉に所在を突き止められ捜査二課に逮捕されたことから、これまでの養子縁組が全て無効となる。
戸部譲〈55〉
演 - 山寺宏一
銭湯の番頭。裏の顔は戸籍ブローカーで、「声はヤコブ、手はエサウ」の合言葉で戸籍の売買を行っており、海老名由佳からその存在を聞き出した渉に接触を図られる。
天音に戸籍売買している様子を盗撮され、渉から本物の世良紗理奈の所在を明かすよう脅されると、彼女の所在を明かす。
牧田昇
演 - 須賀貴匡
検察官。海老名由佳が世良紗理奈の戸籍を違法に使用した裁判を担当する。
裁判長
演 - 氏神一番
海老名由佳が世良紗理奈の戸籍を違法に使用した裁判を担当する。
刑事
演 - 長友誠
捜査二課の刑事。渉のタレコミで世良紗理奈を公正証書原本不実記載罪の件で任意同行する。
老人ホームの入居者
演 - 三谷侑未
「エメラルドライフ」の入居者。
在宅の高齢者
演 - 藤夏子
訪問ヘルパーとしてやってきた世良紗理奈に印鑑を渡し、ネームロンダリングによる意図しない養子縁組で借金の連帯保証人にされかけるが、直後に世良が任意同行で警察に捕まったため、難を逃れる。
ホームレス
演 - 佐々井隆文
アパートで亡くなっていた津田山賢を調べていた渉に、見たことはあるが、距離を置かれていたと答える。
女性ホームレス
演 - なかじままり
アパートで亡くなっていた津田山賢と親しくしており、戸籍では東京出身のはずが、いつか故郷の雪山をもう一度見たいと言っていたと明かし、牧師により戸籍をすり替えてネームロンダリングされた別人であることが判明する。

#### 最終話
警備員
演 - 荒木聡
五条グループ本社の警備員。調子の悪い五条のパソコンの修理を頼まれたと訪問した曽我に言われ、修理作業者に変装して同伴していたカイと共に五条の執務室に通す。
逃がし屋
演 - 津田篤宏（ダイアン）
詐欺師たちに詐欺のターゲットを斡旋していた証拠を渉に掴まれた五条から、国外逃亡の準備を依頼されるが、その時には既に渉たちに逃がし屋の悪事をばらすと脅されており、彼に成りすました久保寺により、五条は渉の待ち構える偽の逃亡ルートであるヘリポートに誘導される。
刑事
演 - 宮川智之
国外逃亡しようとし、渉を銃で殺害しようとした五条をヘリポートで逮捕する。
男の子
演 - 戸井田竜空
篠崎の助手となった渉が開いていた、こども法律教室の生徒。

## スタッフ
- 脚本 - 泉澤陽子、三浦駿斗[1]
- 音楽 - 中村佳紀[60]
- 主題歌 - BLUE ENCOUNT「有罪布告」（Sony Music Labels Inc.）[7]
- 監督 - 及川拓郎、久保田博紀[1]
- 法律監修 - 美崎貴子、荒井喜美
- 警察監修 - 石坂隆昌
- チーフプロデューサー - 濱谷晃一[1]
- プロデューサー - 田淵俊彦、祖父江里奈、本間かなみ、神山明子（メディアプルポ）、伊藤茜（メディアプルポ）[1]
- 制作協力 - メディアプルポ
- 製作著作 - テレビ東京

## 放送日程
| 各話   | 放送日  | サブタイトル                                   | 脚本     | 演出       |
| ------ | ------- | ---------------------------------------------- | -------- | ---------- |
| 第1話  | 4月28日 | 詐欺師専門弁護士登場!                          | 泉澤陽子 | 及川拓郎   |
| 第2話  | 5月05日 | 禁断の特殊詐欺                                 | 泉澤陽子 | 及川拓郎   |
| 第3話  | 5月12日 | 医療詐欺!?ガン治療の罠!                        | 三浦駿斗 | 及川拓郎   |
| 第4話  | 5月19日 | ついに見つけた父の謎!渉が見つける真実とは?     | 三浦駿斗 | 久保田博紀 |
| 第5話  | 6月02日 | 魔性の美のカリスマ、父の残したUSBの行方        | 泉澤陽子 | 久保田博紀 |
| 第6話  | 6月09日 | 入れ替わった詐欺師を追え!戸籍売買ビジネスの闇! | 三浦駿斗 | 及川拓郎   |
| 最終話 | 6月16日 | 牧師との最後の闘い                             | 泉澤陽子 | 及川拓郎   |

- 初回は2時間スペシャル（20時 - 21時48分）[60]。
- 5月26日は『世界卓球2023』中継（19時55分 - 翌 0時48分）[62]のため放送休止。